# Vinicius Poit
Vinicius Lazzer Poit (São Bernardo do Campo, 31 de janeiro de 1986) é um político brasileiro. Foi deputado federal por São Paulo (2019-2022), eleito com 207.118 votos. Atualmente é filiado ao Partido Novo. Concorreu ao governo do estado de São Paulo nas eleições gerais de 2022, não sendo eleito.

## Biografia
É filho da pediatra Marisa Lazzer Poit e do empresário paulista Wilson Poit, que foi secretário da prefeitura de São Paulo duas vezes, na pasta de turismo e depois na pasta de desestatização e parcerias, e que alega ser descendente de alemães, espanhóis e italianos.
Concluiu o ensino fundamental no Colégio Stocco em 2000. Começou a trabalhar ainda antes de terminar o ensino médio como sócio executivo da empresa de seu pai, a Poit Energia, concluindo o ensino médio no Colégio Singular no ano seguinte. Em 2006, atuou como consultor de investimentos no Citibank e em 2008 se formou em Administração de Empresas pela Fundação Getulio Vargas (FGV). Foi também sócio-diretor da Ibira Investimentos e co-fundador do Recruta Simples.

## Política
No ano de 2018, candidatou-se ao cargo de deputado federal por São Paulo, onde foi eleito com 207.118 votos. Sua agenda declarada consistiu em "combate aos privilégios", tendo aberto mão do auxílio-moradia, defesa do livre mercado, reformas tributária, previdência e trabalhista.
Candidatou-se ao cargo de Governador de São Paulo em 2022, ficando em quarto lugar após conseguir 388.961 votos.

### Desempenho eleitoral
| Ano  | Eleição                                 | Partido | Candidato a      | Votos   | %     | Resultado             | Ref    |
| ---- | --------------------------------------- | ------- | ---------------- | ------- | ----- | --------------------- | ------ |
| 2018 | Eleições estaduais em São Paulo em 2018 | NOVO    | Deputado Federal | 207.118 | 0,17% | Eleito                | [ 8 ]  |
| 2022 | Eleições estaduais em São Paulo em 2022 | NOVO    | Governador       | 388.961 | 1,67% | Não Eleito (4º Lugar) | [ 16 ] |